# یواس‌اس ارول (ای‌جی-۱۳۳)
یواس‌اس ارول (ای‌جی-۱۳۳) (به انگلیسی: USS Errol (AG-133)) یک کشتی بود که طول آن ۱۷۷' بود. این کشتی در سال ۱۹۴۴ ساخته شد.